# One Piece (temporada 5)
La cinquena temporada de One Piece va ser produïda per Toei Animation i dirigida per Kōnosuke Uda. Com a la resta de temporades de la sèrie, aquesta segueix les aventures de Monkey D. Ruffy i dels Pirates del Barret de Palla, però en comptes d'adaptar el manga de Eiichiro Oda, es desenvolupen tres arcs argumentals originals, dividits en el primers cinc episodis, els tres següents i els cinc últims.
Originalment, la sèrie va ser emesa per la cadena de televisió Fuji Television entre el 3 de novembre de 2002 i el 2 de febrer de 2003. Entre el 3 de març i el 7 de juliol de 2004, Avex Mode va estrenar la versió en DVD, la qual estava dividida en 5 parts i en cada disc hi havia dos o tres episodis.

## Episodis
| # | Nº en temporada | Títol en català | Data d'estrena al Japó | Data d'estrena a Catalunya |
| --- | --------------- | --- | ---------------------- | -------------------------- |
| 131 | 1               | El primer pacient. L'anècdota de la ultrapíndola Hajimete no kanja! Ranburu Bōru hiwa (はじめての患者！ランブルボール秘話)                                                    | 3 de novembre de 2002  | 1 de gener de 2007         |
| Després de les seves aventures a Alabasta, la tripulació arriben a una illa que té forma de pinya i es divideixen les tasques entre ells. En Chopper es queda a càrrec de vigilar el Going Merry, i ell recorda i li explica a la Nico Robin, que també s'ha quedat al vaixell el dia en què va curar el seu primer pacient, la Doctora Kureha. |                 | |                        |                            |
| 132 | 2               | La rebel·lió de l'oficial pel seu somni irrenunciable Kōkai shi no hanran! Yuzure nai yume no tame ni! (航海士の反乱！ゆずれない夢の為に！)                                   | 10 de novembre de 2002 | 2 de gener de 2007         |
| Un venedor estrany, l'Arròs Ròs, és tret de l'aigua i cau al Going Merry. La Nami compra una tona de papers per dibuixar mapes que duren 1000 anys. Ell, quan sap que són pirates, se'n va corrents i es deixa totes les seves mercaderies. La Nami, però, quan es posa a dibuixar els mapes, no pot concentrar-se perquè els seus companys perden el temps jugant, com de costum.                                                                         |                 | |                        |                            |
| 133 | 3               | La recepta heretada. Sanji, el mestre del curri! Uketsugareru yume! Karē no tetsujin Sanji (受け継がれる夢！カレーの鉄人サンジ)                                               | 17 de novembre de 2002 | 3 de gener de 2007         |
| Els Pirates del Barret de Palla troben diversos vaixells de la Marina quan hi ha boira, i els Pirates del Barret de Palla coneixen un aprenent del xef de la Marina anomenat Tajio. En Sanji l'ajuda a fer curri per als de la Marina. |                 | |                        |                            |
| 134 | 4               | Te l'encendré jo! L'Usopp i la gran bola de focs artificials Sakase te mise masu! Otoko Usoppu hachi shaku dama (咲かせて見せます！男ウソップ八尺玉)                          | 24 de novembre de 2002 | 4 de gener de 2007         |
| Els Pirates del Barret de Palla s'aturen a l'illa dels Focs Artificials que aquell dia farà el seu festival de focs artificials de cada any. L'Usopp coneix ana nena fabricant de focs artificials anomenada Kodama i ell l'ajuda a aconseguir el seu somni, fer el foc artificial més gran. |                 | |                        |                            |
| 135 | 5               | L'antic caçapirates! Zoro, l'espadatxí errant Uwasa no kaizoku gari! Sasurai no kenshi Zoro (噂の海賊狩り！さすらいの剣士ゾロ)                                                | 1 de desembre de 2002  | 5 de gener de 2007         |
| En el Going Merry en Zoro recorda l'època en què era caça-recompenses i va conèixer a en Johnny i a en Yosaku. També quan a una illa es van enfrontar contra uns bandits que atacaven aquell poble i que en Zoro va lluitar amb el capità, en Dick. |                 | |                        |                            |
| 136 | 6               | En Zeny de l'Illa de les Cabres i el vaixell pirata de la muntanya Yagi no shima no Zenī to yama no naka no kaizoku sen! (ヤギの島のゼニィと山の中の海賊船！)                 | 8 de desembre de 2002  | 8 de gener de 2007         |
| Després d'escapar-se de diversos vaixells de la Marina, els Barret de Palla arriben a una illa deserta i coneixen a un avi anomenat Zenny. En Chopper s'adona de que, a causa de la malaltia del seu cor, en Zenny probablement només té tres dies de vida |                 | |                        |                            |
| 137 | 7               | Què et sembla, el negoci? El somni del prestador Zeny Mōkari makka? Kanekashi Zenī no yabō! (儲かりまっか？金貸しゼニィの野望！)                                              | 15 de desembre de 2002 | 9 de gener de 2007         |
| Els Pirates del Barret de Palla ajuden en Zenny a terme, amb l'esperança que els seus últims dies siguin els més bons de la seva vida. Descobreixen el passat d'en Zenny, quan ell era un prestador de diners, i el seu somni era ser un pirata. Però en Zoro s'adona que en Zenny ha sobreviscut a les prediccions d'en Chopper i pel que els Barret de Palla decideixen que, després d'ajudar-lo, el seu vaixell pirata que havia fet, sotirà a navegar. |                 | |                        |                            |
| 138 | 8               | L'amagatall del tresor. El pirata Zeny a l'atac! Shima no otakara no yukue! Zenī kaizoku-dan shutsugeki! (島のお宝の行方！ゼニィ海賊団出撃！)                                 | 22 de desembre de 2002 | 10 de gener de 2007        |
| En Zenny decideix seguir el seu somni i ser un pirata, malgrat la seva edat. Ell ajuda als Pirates del Barret de Palla quan tenen problemes amb la Marina, i després els Barret de Palla se'n van de l'illa. |                 | |                        |                            |
| 139 | 9               | La llegenda de la boira de l'arc de Sant Martí! Henzo, el vell de l'illa Ruruka Niji shoku no kiri densetsu! Ruruka shima no rōjin Henzo (虹色の霧伝説！ルルカ島の老人ヘンゾ) | 5 de gener de 2003     | 11 de gener de 2007        |
| A l'Illa Ruluka, alguns dels Pirates del Barret de Palla es fan enemics de l'alcalde i dels seus homes, que han posat alts impostos en tot. La Nico Robin, l'Usopp i en Ruffy coneixen el Professor Henzo, que va en busca de la recerca sobre la boira de Sant Martí. Quan alguna cosa apareix d'entre la boira, en Henzo manlleva el Going Merry per anar a explorar.                                                                                    |                 | |                        |                            |
| 140 | 10              | Els habitants de la terra immortal. Els pirates de la carbassa Eien no kuni no jūnin! Panpukin kaizoku-dan! (永遠の国の住人！パンプキン海賊団！)                              | 12 de gener de 2003    | 12 de gener de 2007        |
| L'interior de la boira de Sant Martí està ple de vaixells enfonsats i de tresors, allà hi han cinc nens. En realitat els nens són amics d'en Henzo, que es van perdre fa cinquanta anys. |                 | |                        |                            |
| 141 | 11              | Vull tornar a casa! Perduts al cementiri dels vaixells Kokyō e no omoi! Dasshutsu funō no kaizoku hakaba! (故郷への想い！ 脱出不能の海賊墓場！)                               | 19 de gener de 2003    | 15 de gener de 2007        |
| En Henzo, els seus amics, i els altres, intenten trobar una manera de sortir del cementiri de vaixells. Mentrestant, l'alcalde i els seus homes informen els altres Barret de Palla de que la resta dels seus companys estan a la boira de Sant Martí. |                 | |                        |                            |
| 142 | 12              | Confusió i lluita inevitable. L'ambició d'en Wetton i la Torre Irisada Ransen hisshi! Wetton yabō to niji no tō (乱戦必死！ウェットン野望と虹の塔)                            | 26 de gener de 2003    | 16 de gener de 2007        |
| En Ruffy, accidentalment s'impulsa a si mateix en Pasqua Rapanui fins al final de la boira. La Nami arriba del cementiri de vaixells amb un pot ple de tresors amb una cadena relacionada amb el món real. Aquells tresors havien sigut robats pels subordinats d'en Whetton. L'alcalde utilitzava la Torre de l'arc de Sant Martí per fer un pont a la boira de l'arc de Sant Martí i així amagar els tresors allà.                                       |                 | |                        |                            |
| 143 | 13              | Comença la llegenda, més enllà de la boira Soshite densetsu ga hajimaru! Iza niji no kanata he (そして伝説が始まる! いざ虹の彼方へ)                                           | 2 de febrer de 2003    | 17 de gener de 2007        |
| El Going Merry s'escapa de la boira de l'arc de Sant Martí, però queda molt danyat durant el camí. L'alcalde és detingut per un grup poderós de la Marina que són amics d'en Henzo, que van anar a parar fa 50 anys a la boira de l'arc de Sant Martí. |                 | |                        |                            |